# Dahrran Diedrick
Dahrran Diedrick (Montego Bay, Jamaica; 11 de enero de 1979 – Toronto, Canadá; 24 de junio de 2023) fue un jugador de fútbol americano jamaicano que jugó principalmente la posición de running back en la NFL y la Canadian Football League.

## Carrera

### Universitario
Jugó tres años con los Nebraska Cornhuskers de 1999 a 2002, donde tuvo 502 acarreos para 2745 yardas y 26 touchdowns, teniendo su mejor producción en una temporada con 1299 yardas terrestres y 15 touchdowns en 2001.

### NFL
No participó en el Draft de la NFL en 2002 sino en el de la Canadian Football League, donde fue elegido en la posición 24 por los Edmonton Eskimos; pero al terminar su carrera universitaria decidió jugar en la NFL con los San Diego Chargers en 2003, año en el que participó en el Draft de la NFL y no fue seleccionado por nadie.
De 2003 a 2004 estuvo en tres equipos de la NFL, pero solo llegó a jugar un partido en temporada regular con los Washington Redskins.

### CFL
Diedrick firmó con los Edmonton Eskimos el 11 de septiembre de 2005, col los que jugó en siete partidos, teniendo 10 acarreos para 31 yardas, ocho regresos de patada para 159 yardas, y una patada bloqueada. Ganó su primera Grey Cup con los Eskimos ante los Montreal Alouettes en 2006. En 2006 jugó en tres partidos, pero fue dejado el libertad el 17 de julio de 2006.
El 24 de julio de 2006 Diedrick es contratado por los Montreal Alouettes. Además de jugar su posición natural de running back, también jugó de fullback y en equipos especiales. Tuvo su mejor registro personal en una temporada en 2008 con 42 acarreos para 263 yardas. Ganaría su segunda Grey Cup en 2009 ante los Saskatchewan Roughriders.
Diedrick anotó su primer touchdown en su carrera profesional en una infame jugada ante los Toronto Argonauts el 29 de octubre de 2010 cuando el pateador de los Alouettes Damon Duval falló el potencial gol de campo que daría la victoria, el cual fue finalmente fumbleado y recuperado por Diedrick para el touchdown ganador. En 2010 ganó su tercera Grey Cup. En 2011 Diedrick fue utilizado principalmente para situaciones de corto yardaje y así anotó su primer touchdown ofensivo de su carrera, donde tuvo 49 acarreos para 196 yardas.
El 1 de julio de 2013 Diedrick fue cambiado a los Hamilton Tiger-Cats por una selección de cuarta ronda del Draft de la CFL de 2014, donde jugó en nueve partidos para los Tiger-Cats con una recepción de 10 yardas y tres tackeadas en equipos especiales.
El 15 de julio de 2014 Diedrick regresa a los Montreal Alouettes, con los que jugó en cuatro partidos, pero su carrera terminaría en esa temporada cuando fue diagnosticado con una rara variante de linfoma que provenía del linfocito T. Su registro de por vida fue de 130 partidos con 179 acarreos para 872 yardas y seis touchdowns, así como 49 tackeladas con equipos especiales.

## Enfermedad y muerte
Le fue extirpado un tumor en agosto de 2015 y tuvo varias sesiones de quimioterapia. Recibió un trasplante de médula ósea por parte de su hija Dominique. En septiembre de 2017 ya estaba recuperado y trabajó como preparador físico para los Toronto Argonauts.
Diedrick murió en el Hospital General de Toronto el 24 de junio de 2023 a los 44 años.

## Estadísticas

### Jugador universitario
| NCAA                         | NCAA                 | NCAA | Carrera | Carrera | Carrera | Carrera | Carrera | Recepción | Recepción | Recepción | Recepción | Recepción | Total | Total | Total | Total |
| AÑO                          | EQUIPO               | P    | Int     | Yds     | Y/Int   | TD      | Y/P     | Rec       | Yds       | Y/Rec     | TD        | Y/P       | Jug   | Yds   | Y/Jug | TD    |
| ---------------------------- | -------------------- | ---- | ------- | ------- | ------- | ------- | ------- | --------- | --------- | --------- | --------- | --------- | ----- | ----- | ----- | ----- |
| 1999                         | Nebraska Cornhuskers | 12   | 57      | 303     | 5.3     | 2       | 25.3    | 1         | 9         | 9.0       | 0         | 0.8       | 58    | 312   | 5.4   | 2     |
| 2000                         | Nebraska Cornhuskers | 11   | 33      | 212     | 6.4     | 3       | 19.3    | 1         | 12        | 12.0      | 0         | 1.1       | 34    | 224   | 6.6   | 3     |
| 2001                         | Nebraska Cornhuskers | 11   | 233     | 1299    | 5.6     | 15      | 118.1   | 1         | -5        | -5.0      | 0         | -0.5      | 234   | 1294  | 5.5   | 15    |
| 2002                         | Nebraska Cornhuskers | 14   | 179     | 931     | 5.2     | 6       | 66.5    | 4         | 19        | 4.8       | 0         | 1.4       | 183   | 950   | 5.2   | 6     |
| TOTALES                      | TOTALES              | 48   | 502     | 2745    | 5.5     | 26      | 57.2    | 7         | 35        | 5.0       | 0         | 0.7       | 509   | 2780  | 5.5   | 26    |
| Fuente: sports-reference.com |                      |      |         |         |         |         |         |           |           |           |           |           |       |       |       |       |

### Jugador profesional
| CFL / NFL Europa                   | CFL / NFL Europa    | CFL / NFL Europa | CFL / NFL Europa | Carrera | Carrera | Carrera | Carrera | Carrera | Carrera | Carrera | Recepción | Recepción | Recepción | Recepción | Recepción | Recepción | Recepción | Total | Total | Total | Total | Total |
| AÑO                                | EQUIPO              | P                | PT               | Int     | Yds     | TD      | LC      | Y/Int   | Y/P     | Int/P   | Rec       | Yds       | Y/Rec     | TD        | LR        | Rec/P     | Y/P       | Jug   | Y/Jug | Yds   | TD    | Tac   |
| ---------------------------------- | ------------------- | ---------------- | ---------------- | ------- | ------- | ------- | ------- | ------- | ------- | ------- | --------- | --------- | --------- | --------- | --------- | --------- | --------- | ----- | ----- | ----- | ----- | ----- |
| 2005                               | Edmonton Eskimos    | 7                | 0                | 10      | 31      | 0       | 7       | 3.1     | 4.4     | 1.4     | 0         | 0         | 0         | 0         | 0         | 0         | 0         | 10    | 3.1   | 31    | 0     | 1     |
| 2005                               | Rhein Fire          | 3                | 1                | 26      | 101     | 0       | 12      | 3.9     | 33.6    | 8.6     | 1         | -4        | -4        | 0         | -4        | 0.3       | -1.3      | 27    | 3.6   | 97    | 0     | 0     |
| 2006                               | Montreal Alouettes  | 11               | 0                | 10      | 65      | 0       | 15      | 6.5     | 5.9     | 0.9     | 1         | 8         | 8         | 0         | 8         | 0.1       | 0.7       | 11    | 6.6   | 73    | 0     | 2     |
| 2007                               | Montreal Alouettes  | 16               | -                | 10      | 46      | 0       | 11      | 4.6     | 2.9     | 0.6     | 1         | 3         | 3         | 0         | 3         | 0.06      | 0.19      | 11    | 4.4   | 49    | 0     | 9     |
| 2008                               | Montreal Alouettes  | 16               | 2                | 42      | 263     | 0       | 39      | 6.3     | 16.4    | 2.6     | 3         | 18        | 6         | 0         | 8         | 0.2       | 1.1       | 45    | 6.2   | 281   | 0     | 3     |
| 2009                               | Montreal Alouettes  | 14               | 0                | 19      | 106     | 0       | 45      | 5.6     | 7.6     | 1.4     | 1         | 8         | 8         | 0         | 8         | 0.1       | 0.6       | 20    | 5.7   | 114   | 0     | 16    |
| 2010                               | Montreal Alouettes  | 17               | 1                | 27      | 110     | 0       | 13      | 4.1     | 6.5     | 1.6     | 4         | 25        | 6.2       | 0         | 11        | 0.2       | 1.5       | 31    | 4.35  | 135   | 0     | 7     |
| 2011                               | Montreal Alouettes  | 18               | 0                | 49      | 196     | 6       | 22      | 4       | 10.9    | 2.7     | 1         | 2         | 2         | 0         | 2         | 0.1       | 0.1       | 50    | 3.9   | 198   | 6     | 1     |
| 2012                               | Montreal Alouettes  | 14               | 0                | 12      | 55      | 0       | 11      | 4.6     | 3.9     | 0.9     | -         | -         | -         | -         | -         | -         | -         | 12    | 4.6   | 55    | 0     | 5     |
| 2013                               | Hamilton Tiger-Cats | 9                | 0                | -       | -       | -       | -       | -       | -       | -       | 1         | 10        | 10        | 0         | 10        | 0.1       | 1.1       | 1     | 10    | 10    | 0     | 3     |
| 2014                               | Montreal Alouettes  | 4                | 0                | -       | -       | -       | -       | -       | -       | -       | 1         | 7         | 7         | 0         | 7         | 0.25      | 0.03      | 1     | 7     | 7     | 0     | -     |
| TOTALES                            | TOTALES             | 125              | 4                | 205     | 973     | 6       | 45      | 4.7     | 7.8     | 1.64    | 14        | 77        | 5.5       | 0         | 11        | 0.11      | 0.62      | 219   | 4.8   | 1050  | 6     | 47    |
| Fuente: pro-football-reference.com |                     |                  |                  |         |         |         |         |         |         |         |           |           |           |           |           |           |           |       |       |       |       |       |